# Flebòtom
|  | Aquest article tracta sobre el tàxon. Si cerqueu el material quirúrgic, vegeu «flebotomia». |

Els flebòtoms (Phlebotomus) formen un gènere de dípters nematòcers de la família dels psicòdids, subfamília flebotomins. L'espècie P. pappatasi rep el nom comú de mosca arenera o mosca de la sorra. Habiten a algunes regions mediterrànies i tropicals. Abans se'ls col·locava a la família Phlebotomidae, però avui en dia aquesta família es considera una subfamília dins dels psicòdids. L'etimologia significa "tallador de venes" (phlebo- = vena; -tome = tallar); en efecte, els Phlebotomus piquen per xuclar la sang dels mamífers. El gènere inicialment va ser denominat Flebotomus, concepte creat per Camillo Róndani i Berté l'any 1840. El nom va ser canviat a Phlebotomus per Hermann Loew poc després, l'any 1845.

## Rellevància en salut pública
Al Vell Món, els Phlebotomus són els principals responsables de la transmissió de la leishmaniosi, una greu malaltia parasitària; en canvi, a Amèrica es transmesa principalment per espècies del gènere Lutzomyia. Només les femelles s'alimenten de sang gràcies a una picada indolora i nocturna, mentre que els mascles s'alimenten del nèctar de les flors. Les femelles necessiten les proteïnes de la sang d'animals de sang calenta per tal de poder pondre ous. Una menja pot resultar la producció de fins a un centenar d'ous, els quals es depositen a terres humides riques en matèria orgànica.
Quan pica, l'insecte injecta un anticoagulant perquè la sang flueixi. Quan la sang surt, fa servir el seu aparell bucal per xuclar-la. La picada deixa una pàpula envermellida que pot restar asimptomàtica durant diverses hores, abans del començament de la picor.
La leishmaniosi pot ser transmesa per les mosques d'arena a altres mamífers com els cànids i damans.

## El nom a la cultura popular
"Flebòtom" és una de les exclamacions del llenguatge fet servir pel Capità Haddock, protagonista de les sèries animades Tintín.